# Ciracas (onderdistrict)
Ciracas is een onderdistrict van de gemeente Jakarta Timur (Oost-Jakarta) in de stad Jakarta, Indonesië. Pasar Cibubur ligt ook in dit onderdistrict.

## Verdere onderverdeling
Het onderdistrict Ciracas is verdeeld in 5 kelurahan:
1. Cibubur - postcode 13720
2. Kelapa Dua Wetan - postcode 13730
3. Ciracas - postcode 13740
4. Susukan - postcode 13750
5. Rambutan - postcode 13830